# 虎姫 (中川秀成室)

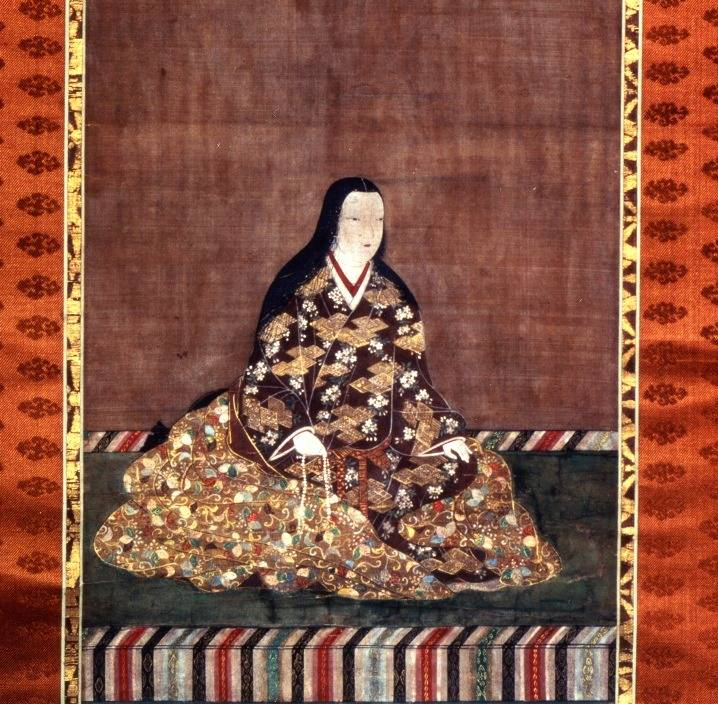
虎御前

虎姫（とらひめ、永禄7年（1564年） - 慶長15年1月10日（1610年2月3日））は、安土桃山時代から江戸時代にかけての女性。史料によっては虎御前（とらごぜん）とも書かれる。

## 生涯
織田家家臣の佐久間盛政の娘（母は佐久間盛重の娘）で、父が賤ヶ岳の戦いでの敗走後に刑死した後、母方の叔母の夫（すなわち叔父）にあたる新庄直頼の養女となった。豊臣秀吉の計らいにより、中川清秀の二男秀成（豊後国岡藩初代藩主）の正室となり、嫡子の久盛（2代藩主）をはじめ7人の子の母となった。
中川清秀は賤ヶ岳の戦いで佐久間盛政の急襲を受けて討ち死にしており、虎姫は父を仇とする家に嫁いだことになる。この経緯から中川家家中、特に姑（清秀の妻）から嫌われたため、結婚後に夫の領地に下向することは一度もなく、終生畿内で暮らした。
慶長15年（1610年）に死去。法名は「洞仙院殿春晃英玉大姉」。
生涯にわたって父盛政の菩提を弔う菩提寺を建立することと、父盛政の家を復興することを悲願としたが、いずれも生前にその成就を見ることはなかった。虎の死後、夫秀成は7人目の子、内記を佐久間勝成（盛政の弟・佐久間勝之の婿養子となる）と名乗らせ、勝之の娘との間の子に盛政の家を復興させようとしたが、2人の間に子は出来ずに離縁し、中川家の事情もあり内記は中川家に帰った。その後、勝之の娘は中川家の家老職・熊田家の熊田藤助（後に中川姓を藩主より下賜され、中川資重と改名）と再婚し、次の代に勝之の血を継ぐ新しい佐久間家を興した。この佐久間家は岡藩の客分扱いとなり、その子孫は現在に至るまで大分県にて続いている。また、寛永21年（1644年）には嫡子久盛が、盛政の菩提寺として英雄寺を現在の竹田市に建立した。

## 肖像
京都市大善寺には狩野派系の女性肖像画「洞仙院殿像」（京都市有形文化財）が像主不明のまま伝えられていたが、平成6年（1994年）の調査によりこれが虎姫を描いたものと判明した。

## 系譜
```
　　 
佐久間盛通

　　　　 ┣━━━━━━┓
　　　　
盛重（久六）
　
盛経

　　　　 ┃　　　　　　┃
　　　　
盛次
　　　　　
盛重（大学允）
　　　　　　　　
熊田資利

　 ┏━━┫　　┏━━━┫　　　　　　　　　　　　┏━━┫
　
勝之
　
盛政
  女子　　女子　
新庄直頼
　
中川清秀
　女子　資勝
　 ┃　　┗┳━┛　　　┗━┳━┛　　　　┗━┳━┛　　┃
　 ┃　　　┃　　　　　　　∥　　　　　　　　┃　　　　┃
　 ┃　　 
虎姫
　－－－＞　
虎姫
　　　　　　　
秀成
　　　資政
　 ┃　　　　　　　　　　　┗━━━━┳━━━┛　　　　┃
　 ┃　　　　　　　　　　　　┏━━━┻┓　　　　　　　┃
　女 子　　　　　　　　　　 
久盛
　内記勝成（佐久間） 　┃
　 ┃┃　　　　　　　　　　　　　　　　┃　　　　　　　┃
　 ┃┗━━━━━━━━━━━━━━━━┛　　　　中川隼人正（資重）
　 ┗━━┳━━━━━━━━━━━━━━━━━━━━━━┛
　 ┏━━┻━━┓
　資弘　　佐久間平兵衛
　 ┃　　　　　∥
　資則　－＞　資則
```

## 参考資料
- 「岡藩（竹田市）初代藩主中川秀成の夫人、虎姫について知りたい」 大分県立図書館リファレンス（Internet archives）
- 「士林泝洄」「尾張群書系図部集」「尾張國諸家系図」